# Ракетные войска стратегического назначения Корейской народной армии
Ракетные войска стратегического назначения Корейской народной армии (кор. 조선 인민군 전략 로케트 군?, 朝鮮 人民 軍 戰略 로케트 軍?)— род войск в составе Корейской народной армии (КНА), представленный ракетными войсками, имеющими на вооружении баллистические ракеты с обычным и ядерным вооружением.
До 2012 года также были известны как Бюро по управлению испытаниями баллистических ракет (кор. 미사일 지도국?, 미사일 指導 局?). 

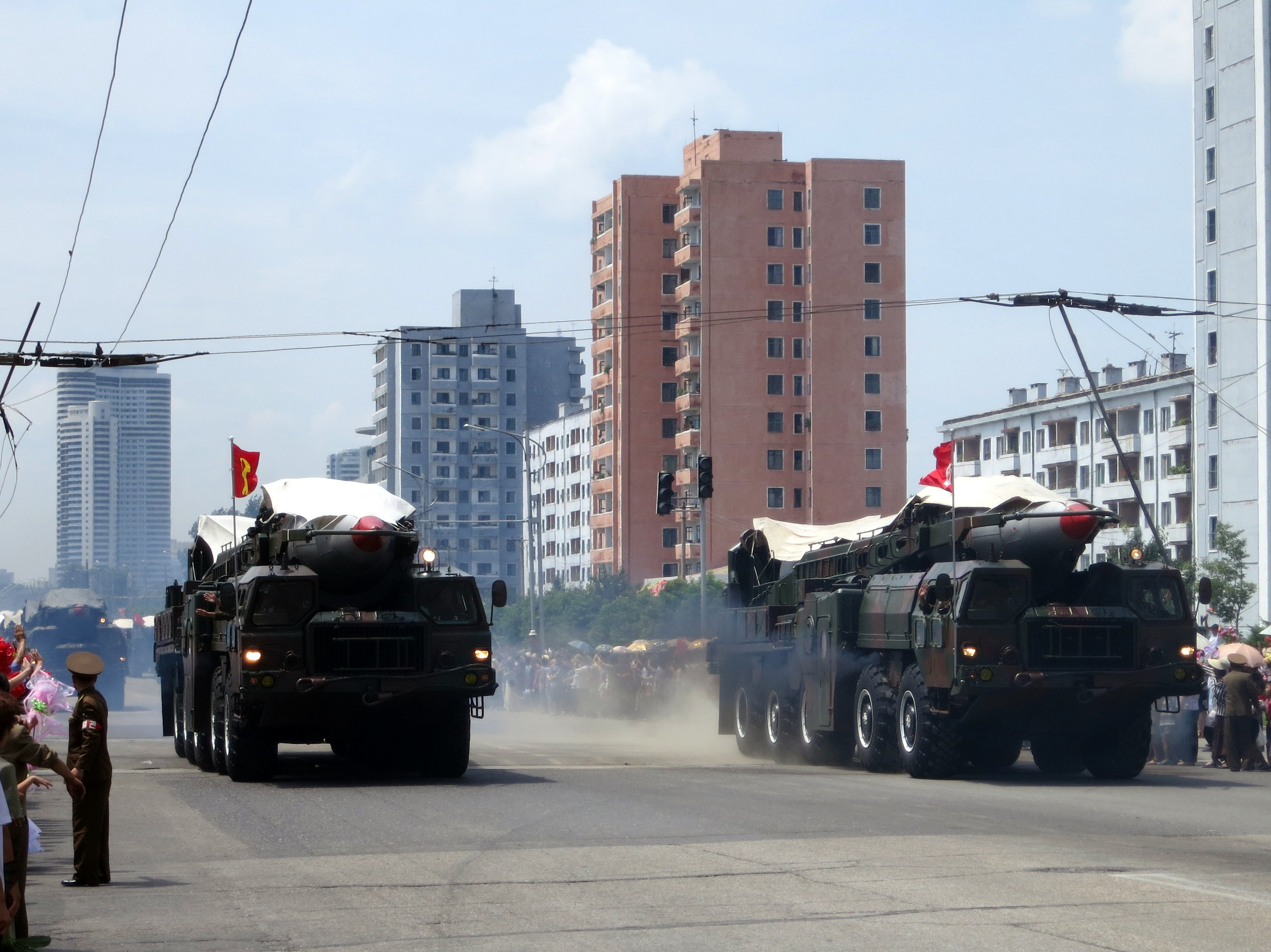
ТРК Хвасон-6.
Модификация советского комплекса 9К72 «Эльбрус».
Пхеньян. 26 июля 2013

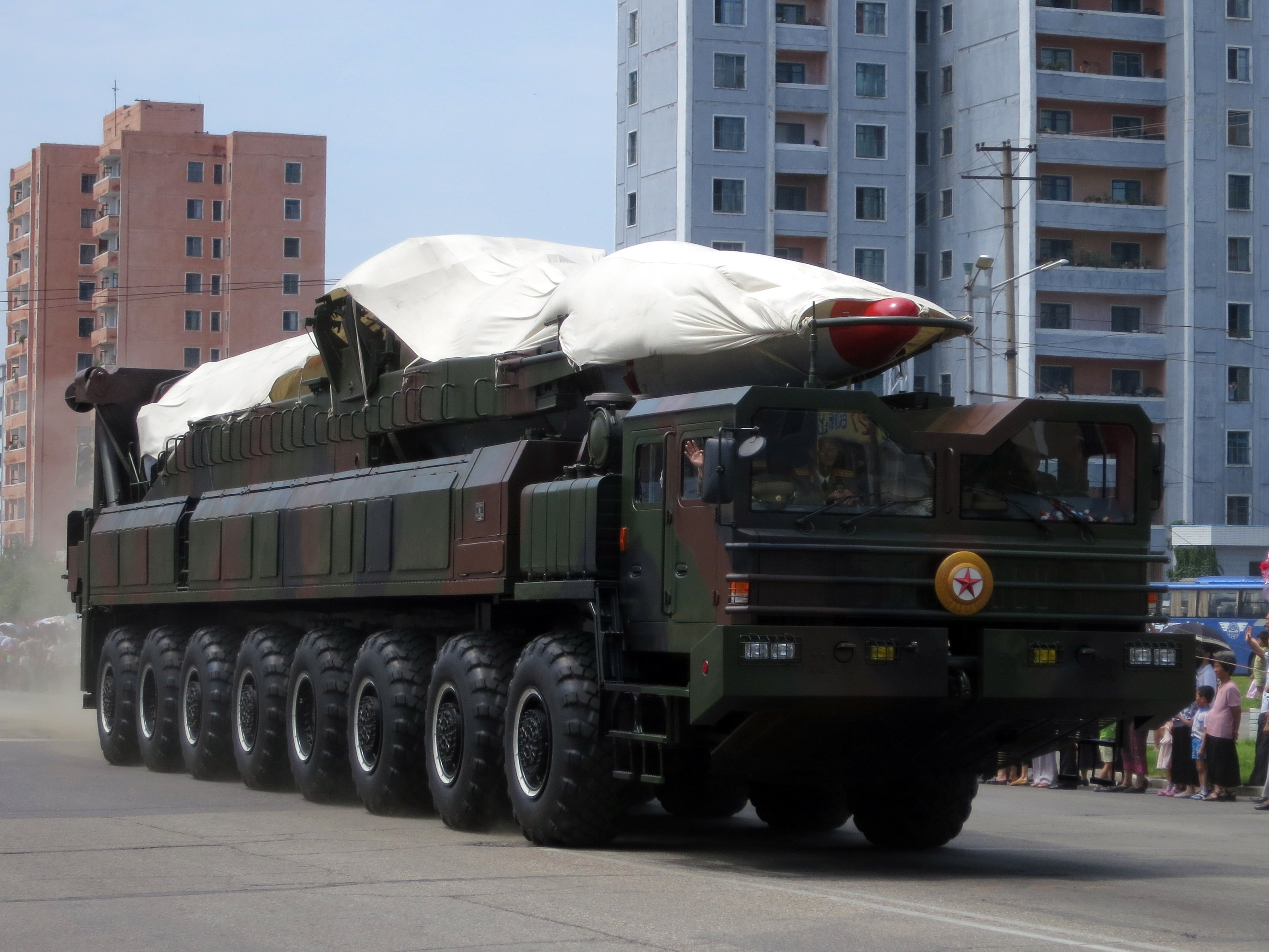
МБР Хвасон-14
Пхеньян. 26 июля 2013

## Название рода войск
Дословный перевод корейского названия рода войск (кор. 조선 인민군 전략 로케트 군) — Ракетные стратегические войска Корейской народной армии.
В русскоязычных источниках встречается название Ракетные войска стратегического назначения.
Также в русскоязычных источниках используется название Стратегические войска. 

## История
Стратегические войска были созданы 3 июля 1999 года, по указу главы КНДР Ким Чен Ира, когда несколько ракетных подразделений под командованием артиллерийского командования сухопутных войск КНА, были преобразованы в единый род войск. 
Первоначально управление рода войск носило название Бюро по управлению испытаниями баллистических ракет. В 2012 году оно было переименовано в Командование стратегическими ракетными силами.
5 октября 1966 года глава КНДР Ким Ир Сен поставил задачу о совместном развитии вооружённых сил и экономики, после чего было создано Второе министерство машиностроения под руководством секретаря Рабочей партии Кореи, отвечающего за оборонную промышленность. Задачей данного государственного органа были организация закупок и производства оружия для вооружённых сил страны.
Согласно некоторым источникам производство ракетных установок в Северной Корее было запущено в начале 1960-х годов. По мнению аналитиков данный шаг был продиктован первоначальным отказом руководства СССР в поставке ракетного вооружения.
Тем не менее, в течение 1960-х годов СССР начал поставку Северной Корее ракетного вооружения в которые входили:
- тактические ракетные комплексы;
- зенитные ракетные комплексы;
- противокорабельные ракетные комплексы берегового базирования.

Также северокорейской стороне были переданы советские технологические наработки в изготовлении ракетных двигателей и пусковых установок наземного базирования.
В 1965 году в Северной Корее была основана Хамхынская военная академия для обучения северокорейского военного персонала исследованиям и разработкам в области ракетостроения. 
В 1969 году советской стороной в Северную Корею были поставлены тактические ракетные комплексы 9К52 "Луна-М" с неуправляемой баллистической ракетой 9М21 (Р-65, Р-70, по классификации НАТО — Frog-7) с фугасной боевой частью. 
К 1970 году Северная Корея приобрела у Китая противокорабельные ракетные комплексы и зенитные ракетные комплексы. Также власти Северной Кореи запросили у китайской стороны предоставление помощи в создании собственной независимой программы развития противоракетной обороны.
В сентябре 1971 года Северная Корея подписала оборонное соглашение с Китаем на приобретение, разработку и производство баллистических ракет. Приблизительно до 1977 года прослеживался рост двустороннего сотрудничества, в ходе которого северокорейские конструкторы приняли участие в совместной программе разработки ракетного комплекса DF-61, который представлял собой баллистическую ракету на жидком топливе с дальностью полёта около 600 километров и боеголовкой весом приблизительно в 1 тонну. Программа была остановлена в 1978 году по причине смены взглядов во внутренней политике Китая. 
Одновременно Северная Корея предпринимала действия по приобретению современных на тот момент советских ракет и ракетных технологий, итогом которых стало приобретение баллистических ракет Р-17 советского производства. Точное время поставки данного комплекса в Северную Корею остаётся неизвестным. По утверждению некоего северокорейского перебежчика, СССР предоставил Северной Корее около 20-30 Р-17 в 1972 году, что вызывает у западных аналитиков сомнение в достоверности.
К 1984 году в Северной Корее были осуществлены испытания ракетного комплекса Хвасон-5, сконструированного на базе Р-17, но имевшего по сравнению с ней большую дальность полёта (320 вместо 300 километров), которая по утверждению северокорейской стороны была достигнута за счёт модернизации двигателя, а не снижением веса боеголовки. 
В 1985 к властям КНДР обратилось военное руководство Ирана с просьбой о приобретении ракетных комплексов Хвасон-5, которые иранская сторона предполагала использовать в затяжном конфликте с Ираком. 
Строительство оборудованных ракетных позиций для комплексов Хвасон-5 началось на территории Северной Кореи примерно в 1985-86 гг. Само серийное производство ракетных комплексов было запущено в 1987 году. 
В последующем северокорейскими конструкторами была начата разработка более совершенных ракетных комплексов таких как:
- Хвасон-6 (火星 -6 );
- Родон (широко известный как Нодон-1),
- Пэктусан-1 (白頭山 -1 ; Taep’o-dong 1 SLV-1);
- Мусудан.

Несмотря на сложности в разработке ракет и учитывая тот факт что большинству государств не удалось освоить разработку и производство ракет средней дальности и большой дальности, Северная Корея освоила производство прототипов ракетных комплексов Нодон-1 средней дальности одновременно с массовым производством ракетных комплексов малой дальности Хвасон-6 (Scud-С — северокорейская модернизация Р-17). 
Развёртывание ракетных комплексов Нодон началось в феврале 1995 года, хотя было осуществлено только два испытательных запуска в ходе которых один закончился неудачей, а второй успешно завершился полётом ракеты на уменьшенной дальности. 
В июне 1999 году отдельные ракетные подразделения, находившиеся в подчинении командования артиллерии сухопутных войск КНА, были объединены в единое соединение ракетных войск получивших название Бюро по управлению ракетами. 
13 апреля 2012 года руководство КНДР внесло правку в конституцию государства о статусе ядерной державы.
15 апреля 2012 года глава КНДР Ким Чен Ын, на военном параде посвященном столетию со дня рождения Ким Ир Сен, впервые официально представил данный род войск как Стратегические войска.

## Современное состояние
С момента прихода к власти Ким Чен Ына, в декабре 2011 года, Северной Корее удалось осуществить в почти в три раза больше запусков баллистических ракет, чем за все время правления его отца, Ким Чен Ира. В период с 2011 года по конец 2016 года Северная Корея запустила в общей сложности 42 баллистические ракеты: 
- 20 ракет малой дальности типа «Р-17» с дальностью 300–1000 км;
- 10 ракет средней дальности «Дунфэн» с дальностью 1300–1500 км;
- 8 ракет средней дальности Хвасон-10, с заявленной дальностью от 3500 до 4000 км;
- 4 баллистические ракеты с базированием на подводных лодках (БРПЛ)

Данные испытания можно разделить на три категории: 
- испытания боевых ракет;
- испытания ракет которые руководство Северной Кореи считает боевыми, но они не были всесторонне испытаны (к примеру «Мусудан»);
- испытания ракетных комплексов на стадии разработки (к примеру твердотопливные ракеты «Пэктусан»).

В 2012 году Организация Объединенных Наций и независимые эксперты заявили, что Северная Корея не производила ракеты за пределами среднего радиуса действия и что ракеты большой дальности, показанные на парадах, представляют собой макеты. Были сомнения в подлинности ракеты КН-08, показанные на 16-колесных грузовиках во время военного парада 2012 года, и ракеты Musudan, показанные в 2010 году.
4 мая 2019 года в КНДР в период с 9:06 до 9:27 по местному времени были произведены одновременно несколько запусков ракетных систем малой дальности.

## Командование
Ввиду закрытости Северной Кореи, подробных сведений о командующих родом войск на ранних периодах не имеется. 
Достоверно известно что в период по июнь 2012 года должность Командующего стратегическими войсками занимал генерал-полковник Чой Сан Рё (англ. Choi Sang-ryo).
14 июня 2012 года на эту должность был назначен генерал-лейтенант Ким Рак Гём (англ. Kim Rak-gyom).

## Вооружение
По мнению экспертов Международного института стратегических исследований Стратегические войска КНДР на 2018 год располагали следующим вооружением:
- баллистические ракеты малой дальности: 
  - Р-17 (Scud) — неизвестное количество;
  - Хвасон-5 (Scud-B) — свыше 30;
  - Хвасон-6 (Scud-C) — свыше 30;
- баллистические ракеты средней дальности:
  - Хвасон-10 (Мусудан) — неизвестное количество в стадии испытаний;
  - Нодон-1[англ.] (Хвасон-7) — около 10;
  - Нодон-2 — свыше 90.
  - Буккексон-2[англ.] — неизвестное количество в стадии испытаний.
- межконтинентальные баллистические ракеты:
  - Хвасон-12— неизвестное количество в стадии испытаний;
  - Хвасон-13[англ.] (КN-08), Хвасон-14 и Хвасон-15[англ.] — свыше 6 единиц в стадии испытаний.